# Idioma protoindoiranio
El idioma proto-indoiranio es la protolengua de la rama indoirania del indoeuropeo.
Se supone que sus hablantes, los hipotéticos protoindoiranios, vivieron a fines del III milenio a. C. y generalmente se los conecta con los inicios del horizonte arqueológico Andrónovo.

## Aspectos históricos, sociales y culturales

### Cronología
El idioma protoindoiranio era una lengua satem, y posiblemente existió menos de un milenio después del desaparecido idioma protoindoeuropeo, y a su vez un milenio antes del sánscrito védico del Rig vedá (el texto más antiguo de la India, de mediados del II milenio a. C.).
Es el ancestro de las lenguas indoarias, las lenguas iranias, las lenguas dárdicas y las lenguas nuristánicas.

### Distribución geográfica
Las evidencias arqueológicas sugieren la cultura poltavka y la posterior cultura de Sintashta podrían estar asociada a los hablantes más antiguos de lenguas indoiranias, por tanto, en proto-indoirano se debió hablar muy posiblemente en los territorios ocupados por estas culturas arqueológicas.
Posteriormente, apareció la Cultura andrónovo que podría estar asociada ya sólo a pueblos de lengua irania  (o tal vez aun indoirania en sus fases iniciales). Más al sur aparecería la Cultura de las tumbas de Gandhara que se asocia con más seguridad con pueblos indoarios.

## Fonología
El principal cambio fonético que separa el protoindoiranio del protoindoeuropeo es el colapso de las vocales *e, *o, *a, sujetas a la acción del ablaut, en una única vocal, el *a protoindoiranio.
Al respecto se puede consultar la ley de Brugmann.
La ley de Grassmann, la ley de Bartholomae y la regla de ruki también eran completas en el protoindoiranio.
Entre los cambios fonéticos que se realizaron con un pasaje desde el protoindoiranio hasta las lenguas indoarias, está la supresión de la fricativa vocalizada *z, y en relación con el iraniano se cuenta la desaspiración de las aspiradas vocalizadas del PIE (proto-indoeuropeo).
| PROTO-INDO- IRANIO | GLOSA               | Persa antiguo | Avéstico | Sánscrito védico |
| ------------------ | ------------------- | ------------- | -------- | ---------------- |
| *Háĉwas            | ‘caballo’           | asa           | aspa     | aśva             |
| *bʰāgá             | ‘porción, cuota’    | bāga-         | bāga     | bhāgá            |
| *bʱráHtā-          | ‘hermano’           | brātar        | brātar-  | bhrātṛi          |
| *bhūmī             | ‘tierra’            | būmiš         | —        | bhūmī            |
| *mártija           | ‘mortal, hombre’    | martiya-      | maṣ̌iia-  | martya           |
| *mā́Has             | ‘luna, mes’         | māha          | mā̊       | māsa             |
| *vāsara            | ‘primavera’         | vāhara        | vaŋri    | vasar            |
| *arta              | ‘verdad’            | arta          | aša      | ṛita             |
| *dʰráugʰas         | ‘mentira, falsedad’ | drauga        | draoγa   | droha            |
| *sáumas            | ‘zumo, jugo’        | —             | haoma    | soma             |

### Inventario fonológico
|                 |                | Labial | Coronal | Coronal | Palatal | Palatal | Velar | Laringal |
| dento- alveolar | post- alveolar | Labial | primera | segunda |         |         | Velar | Laringal |
| --------------- | -------------- | ------ | ------- | ------- | ------- | ------- | ----- | -------- |
| Oclusiva        | sorda          | *p     | *t      |         | *ĉ      | *č      | *k    |          |
| Oclusiva        | sonora         | *b     | *d      |         | *ĵ      | *ǰ      | *g    |          |
| Oclusiva        | aspirada       | *bʰ    | *dʰ     |         | *ĵʰ     | *ǰʰ     | *gʰ   |          |
| Fricativa       | sorda          |        | *s      | *š      |         |         |       | *H       |
| Fricativa       | sonora         |        | (*z)    | (*ž)    |         |         |       |          |
| Nasal           | Nasal          | *m     | *n      |         |         |         |       |          |
| Líquida         | Líquida        |        | *l      | *r *r̥   |         |         |       |          |
| Semivocal       | Semivocal      |        |         |         |         | *y      | *w    |          |

| Cerrada | *i *ī *u *ū |
| Abierta | *a *ā       |

Además de las vocales, *H y *r̥ podrían funcionar como núcleo silábico.

### Dos series palatales
Se conjetura que el proto-indoiranio poseía dos series de oclusivas o africadas palatales a postalveolares. La siguiente tabla muestra los reflejos más comunes y los orígenes de las dos series (el protoiranio es el antepasado hipotético de las lenguas iranias, incluyendo el avéstico y el persa antiguo):
| pIE     | pII | Sánskrito | Proto-Iranio | Avéstico | Persa antiguo | Nuristani    |
| ------- | --- | --------- | ------------ | -------- | ------------- | ------------ |
| *k̂      | *ĉ  | ś ([ɕ])   | *ts          | s        | θ             | ċ ([ts]) / š |
| *ĝ      | *ĵ  | j ([ɟ])   | *dz          | z        | d             | j ([dz]) / z |
| *ĝʰ     | *ĵʰ | h ([ɦ])   | *dz          | z        | d             | j ([dz]) / z |
| *k/kʷ   | *č  | c         | *č           | č        | č             | č            |
| *g/gʷ   | *ǰ  | j ([ɟ])   | *ǰ           | ǰ        | ǰ             | ǰ / ž        |
| *gʰ/gʷʰ | *ǰʰ | h ([ɦ])   | *ǰ           | ǰ        | ǰ             | ǰ / ž        |

### Laringales
La hipótesis más común es que el proto-indoeuropeo tenía tres o más consonantes "laringales", cada una de las cuales podía aparecer tanto en posición de núcleo silábico como en la periferia silábica (ataque o coda). En el proto-indoiranio, las laringales se habrían fusionado en un único archifonema /*H/. Beekes sugirió que algunos casos de este /*H/ sobrevivieron en avéstico como oclusivas glóticas no escritas.

### Acento
Al igual que el proto-indoeuropeo y el sánscrito védico (y también el avéstico, aunque no estaba escrito), el proto-indoiranio habría tenido un acento tonal, indicado en las transcripciones mediante un acento agudo sobre la vocal acentuada.

## Fonología histórica
El cambio fonológico más distintivo que separa el proto-indoiranio (pII) del proto-indoeuropeo es la confusió de los timbres vocálicos *e, *o, *a en una sola vocal, la *a del proto-indoiranio (pero véase ley de Brugmann). La ley de Grassmann, la ley de Bartholomae y la ley del sonido Ruki también estaban completas en protoindoiranio.
A continuación se ofrece una lista exhaustiva de algunos de los cambios fonéticos hipotéticos del proto-indoeuropeo al proto-indoiranio:
- La patalización satem, que consiste en dos conjuntos de cambios relacionados. Las palatales PIE *k̂ *ĝ *ĝʰ adelantan su punto de articulación o se vuelven africadas, resultando finalmente en pII *ĉ, *ĵ, *ĵʰ, mientras que las labiovelares PIE *kʷ *gʷ *gʷʰ se fusionan con las velares *k *g *gʰ.[6]

| pIE       | pII      | Sánskrito | Avéstico | Latín      | GLOSA             |
| --------- | -------- | --------- | -------- | ---------- | ----------------- |
| *k̂m̥tóm    | *ĉatám   | śatám     | satəm    | centum     | 'cien'            |
| *ĝónu     | *ĵā́nu    | jā́nu      | zānu     | genu       | 'rodilla'         |
| *ĝʰéi-mn̥  | *ĵʰimá-  | himá-     | zima-    | hiems      | 'invierno, nieve' |
| *kʷó-     | *ká-     | ká-       | kō       | quis       | 'quién, qué'      |
| *gʷou-    | *gau-    | go        | gau-     | bos, bovis | 'vaca'            |
| *gʷʰormó- | *gʰarmá- | gharmá-   | garəma-  | formus     | 'calor'           |

- Las dos consonantes líquidas silábicas *l̥, *r̥ se confunden en *r̥.[7]

| pIE     | pII    | Sánskrito | Avéstico | Latín | GLOSA  |
| ------- | ------ | --------- | -------- | ----- | ------ |
| *wĺ̥kʷo- | *wŕ̥ka- | *vŕ̥ka-    | vəhrka-  | lupus | 'lobo' |

- Las nasales silábicas *m̥ *n̥ se vocalizan ambas en *a.[7]

| pIE    | pII    | Sánskrito | Avéstico | Latín        | GLOSA         |
| ------ | ------ | --------- | -------- | ------------ | ------------- |
| *k̂m̥tóm | *ĉatám | śatám     | satəm    | centum       | 'cien'        |
| *mn̥tó- | *matá  | matá-     |          | mens, mentis | 'pensamiento' |